# Der Teufel (Tolstoi)

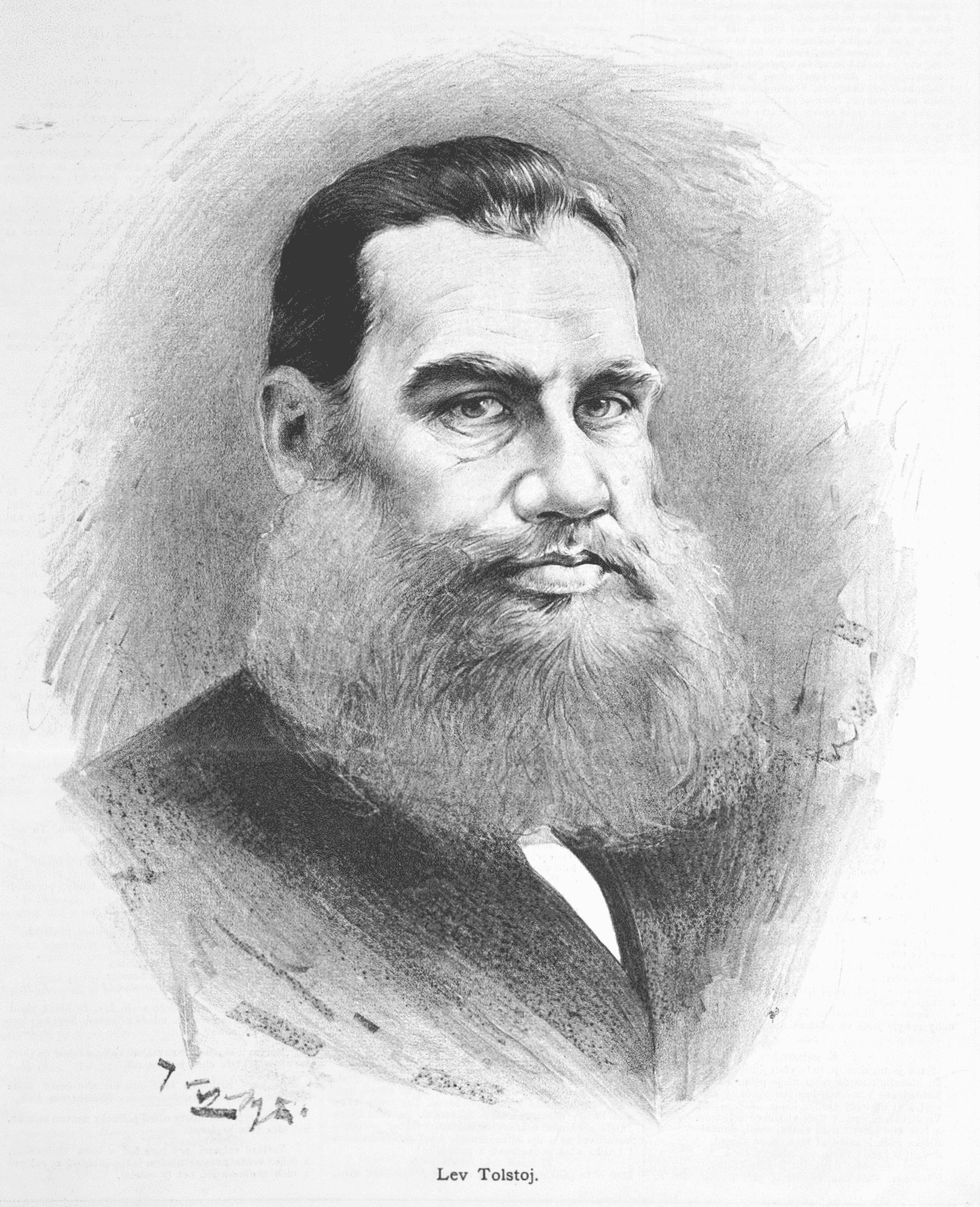
Lew Tolstoi im Jahr 1889.
Zeichner: Jan Vilímek

Der Teufel (russisch Дьявол, Djawol) ist eine Novelle von Lew Tolstoi, die, in zehn Tagen geschrieben, am 19. November 1890 vollendet wurde. Der Text wurde 1911 postum im Bd. 1 der Nachgelassenen Künstlerischen Werke L. N. Tolstois in Moskau veröffentlicht. 1982 kam die Novelle in Bd. 12 Powesti und Erzählungen 1885–1902 der 22-bändigen Tolstoi-Ausgabe im Verlag für Künstlerische Literatur – ebenfalls in Moskau – heraus.
Die Geschichte enthält autobiographische Bezüge, die Liaison des Autors mit der Bäuerin Aksinija Basykina betreffend.

## Inhalt
Der 26-jährige Beamte Jewgeni Irtenew gibt seinen Beruf auf, verlässt die Stadt und übernimmt das Landgut Semjonowskoje. Es erweist sich, der verstorbene Vater hatte zu Lebzeiten diesen Familienbesitz heruntergewirtschaftet und obendrein noch Schulden gemacht. Das Ordnen der Semjonowskojer Verhältnisse erweist sich als schwierig und finanziell aufwendig. So muss dem älteren Bruder, einem Offizier, das Erbteil ausgezahlt werden. Und dann gibt es noch ein ganz anderes Problem. In der Stadt hatte der junge Beamte ein Verhältnis mit der einen oder anderen Frau gehabt. Das war nach Jewgenis Ansicht weiter nicht anstößig gewesen. Er hatte sich eingeredet, seiner Gesundheit wegen brauche er das. Nun auf dem Lande fehlt diese Möglichkeit.
Als der Sommer naht, weiß der alte Waldhüter Danila Rat. Er führt Jewgeni die junge gesunde Bauersfrau Stepanida Petschnikowa zu. Jewgeni genießt stets im Walde zwischen Bäumen im Gebüsch und gibt der hübschen Stepanida hinterher Geld. Die Verwandten Stepanidas sehen und nehmen das Geld gern; ermuntern die Frau zu weiterem Tun. Bald weiß das ganz Dorf davon und beneidet die Petschnikows. Stepanidas Ehemann, der Kutscher Sidor Petschnikow, arbeitet in der Stadt. Zwar riecht der Gehörnte nach einiger Zeit Lunte, doch es passiert nichts. Stepanida bleibt frei wie eine Soldatenfrau.
Jener erste Sommer auf dem Lande neigt sich seinem Ende entgegen. Im Herbst hat Jewgeni in der Stadt zu tun, verliebt sich in die junge Lisa Annenskaja und vergisst darüber Stepanida. Nach der Hochzeit meint Jewgeni, dass das mit Lisa Liebe sei. Die Neigung wird von der Ehefrau erwidert.
Lisa – eine gute, aber keine glänzende Partie – gibt Jewgeni ihr Geld und hilft ihm so aus dem Gröbsten heraus. Dafür wird ihr das Gut überschrieben.
Als Stepanida einen Knaben zur Welt bringt, macht sich Jewgeni weiter keine Gedanken. Er hat ja in jenem Sommer stets gezahlt und Stepanida war damals offenbar ab und zu auch mit ihrem Ehemann zusammen gewesen.
Die inzwischen schwangere Lisa hat nach einem Unfall – sie war eines scheuenden Pferdes wegen in voller Fahrt aus dem Wagen gesprungen – eine Fehlgeburt. Schließlich wird die bleiche, magere und schwache Lisa wieder schwanger. Jewgeni begegnet der strahlenden kraftvollen Bäuerin Stepanida zufällig wieder und die alte leidenschaftliche Begier flackert in dem jungen, gesunden, kräftigen Gutsherrn Jewgeni erneut auf und brennt bald lichterloh. Jewgeni stellt Stepanida nach. Kurz vor dem Ziel seiner Wünsche verhindert zweimal der Zufall das ersehnte Stelldichein. Jewjeni weiß nicht ein noch aus. Er beichtet die Not seinem Onkel. Der rät zu einem Sommeraufenthalt auf der Krim. Gesagt, getan. Lisa bringt dort ein gesundes Mädchen – Mimi – zur Welt.
Nach zwei Monaten, wieder daheim in Semjonowskoje, gelingt Jewgeni alles. Der Acker verspricht eine ertragreiche Ernte. Es geht wirtschaftlich langsam aber sicher bergauf. Jewgeni begegnet Stepanida, sucht ihre Nähe und meint: „… es gibt keinen Gott! Es gibt nur einen Teufel. Und das ist sie.“ Er will aber nicht Opfer seines tierischen Triebes werden. Also gibt er sich die Kugel.

## Deutschsprachige Ausgaben
- Der Teufel. Deutsch von Arthur Luther. S. 132–192 in: Gisela Drohla (Hrsg.): Leo N. Tolstoj. Sämtliche Erzählungen. Sechster Band. Insel, Frankfurt am Main 1961 (2. Aufl. der Ausgabe in acht Bänden 1982)

## Anmerkung
1. ↑  In einer zweiten überlieferten Schlussversion – die Tolstoi-Forschung datiert ihre Entstehung auf das Frühjahr1890 – schießt Jewgeni seine Geliebte dreimal in den Rücken. Die Frau stirbt. Jewgeni kommt vor dem Schwurgericht, als Geistesgestörter behandelt, mit einem milden Urteil davon und kehrt als Alkoholiker heim.